# Fabien Marque
Pas d'image ? Cliquez ici

a Compétitions nationales et continentales officielles uniquement.

Dernière mise à jour le 17 janvier 2025.
Fabien Marque, né le 5 juillet 1980 à Tarbes, est un joueur de rugby à XV évoluant au poste de talonneur (1,82 m pour 96 kg).

## Biographie
Fabien Marque est formé au JS Riscle, avant de rejoindre l'US Dax où il commence sa carrière professionnelle. Il joue ensuite au FC Lourdes, au FC Auch, au Stade domontois et enfin à l'AC Bobigny où il termine sa carrière en 2013.

## Sélections
- International universitaire : 
  - 2003-2004 : 3 sélections (Pays de Galles, Italie A, Angleterre).
  - 2004-2005 : 2 sélections (Angleterre U, 2 fois).
- International France Amateur : 
  - 2007-2008 : 3 sélections (Belgique, Russie, Angleterre).

## Palmarès
- 1996 : Champion de France TADEI (Armagnac Bigorre)
- 1997 : Champion de France Pole Espoir Rugby (Bayonne, lycée René CASSIN)
- 1998 : Champion de France Crabos B (JS Riscloise)
- 2002-2003 : Champion de France Universitaire et Champion d'Europe Universitaire (Pau, UPPA)
- 2003 : Demi-finaliste du Championnat de France Pro D2 (FC Auch Gers)
- 2004 : Champion de France Pro D2 (FC Auch Gers)[2]
- 2005 : Champion de la Conférence Européenne (FC Auch Gers)[2]
- 2007 : Finaliste de la Coupe des Confédérations (Sélection Ile De France)